# Tracey Wickham
Tracey Lee Wickham (Rosebud, 24 de noviembre de 1962) es una nadadora australiana retirada especializada en pruebas de estilo libre larga distancia, donde consiguió ser campeona mundial en 1978 en los 400 y 800 metros estilo libre.

## Carrera deportiva
En el Campeonato Mundial de Natación de 1978 celebrado en Berlín (Alemania), ganó la medalla de oro en los 400 metros estilo libre, con un tiempo de 4:06.28 segundos que fue récord del mundo, por delante de las estadounidenses Cynthia Woodhead  y Kim Linehan (4:07.73 segundos); y también ganó el oro en los 800 metros estilo libre, con un tiempo de 8:24.94 segundos, y de nuevo por delante de Cynthia Woodhead y Kim Linehan.